# 53 Eridani
53 Eridani (53 Eri) es una estrella en la constelación de Eridanus. Tiene el nombre tradicional Sceptrum (en América "cetro"). 53 Eridani es una de las estrellas más brillantes, que se denota p Sceptri (Brandenburgici), en la constelación obsoletos Sceptrum Brandenburgicum.
53 Eridani pertenece a la clase espectral K2IIIb y tiene una magnitud aparente de 3,87. Se encuentra a unos 109 años luz de la Tierra.
- Coordenadas (J2000)
- Ascensión Recta: 4h38m10.80s
- Declinación: -14 ° 18'14 .0 "